# Schlossguggerhaus

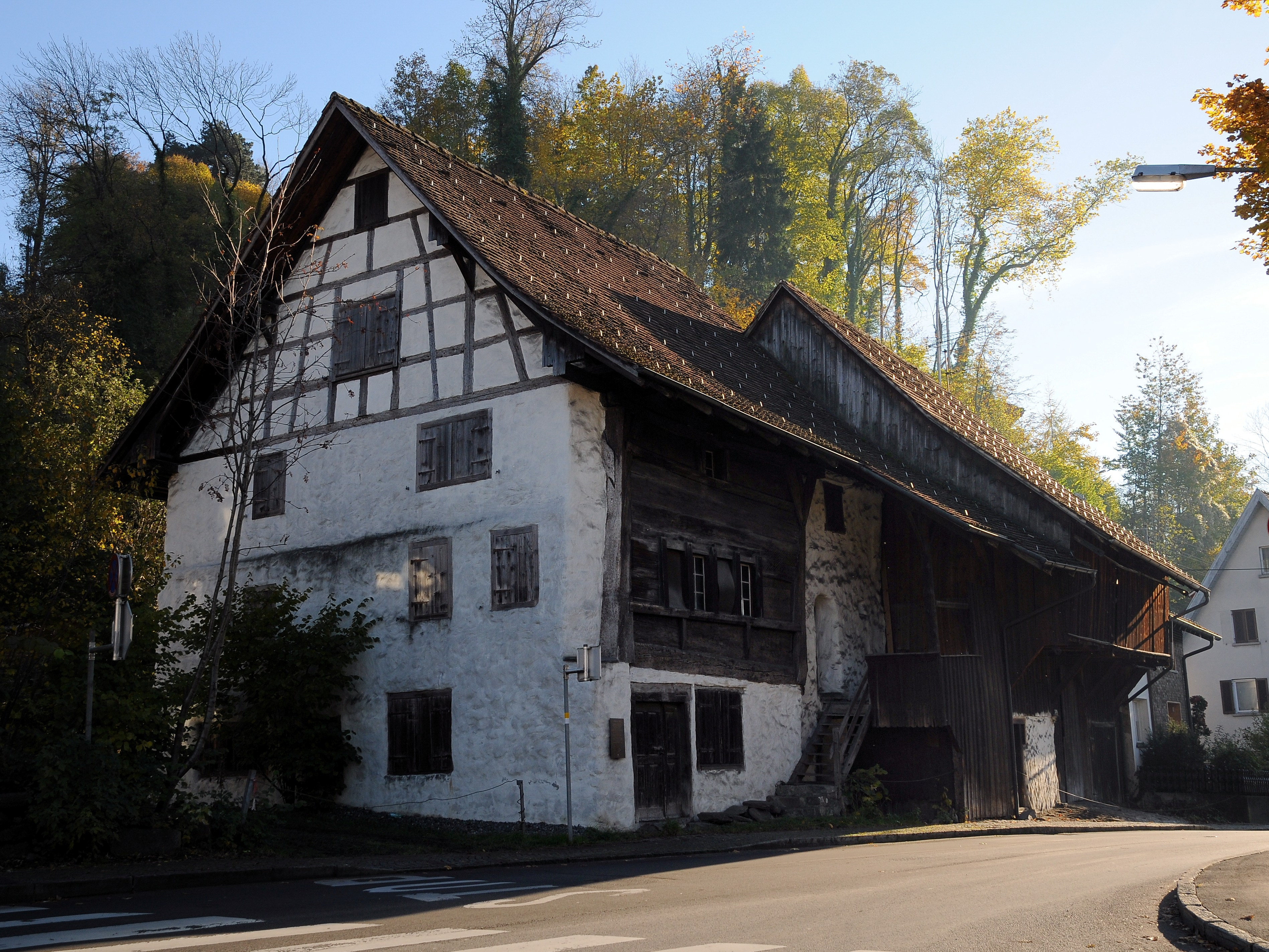
Das Schlossguggerhaus gesehen von der Bergstraße aus

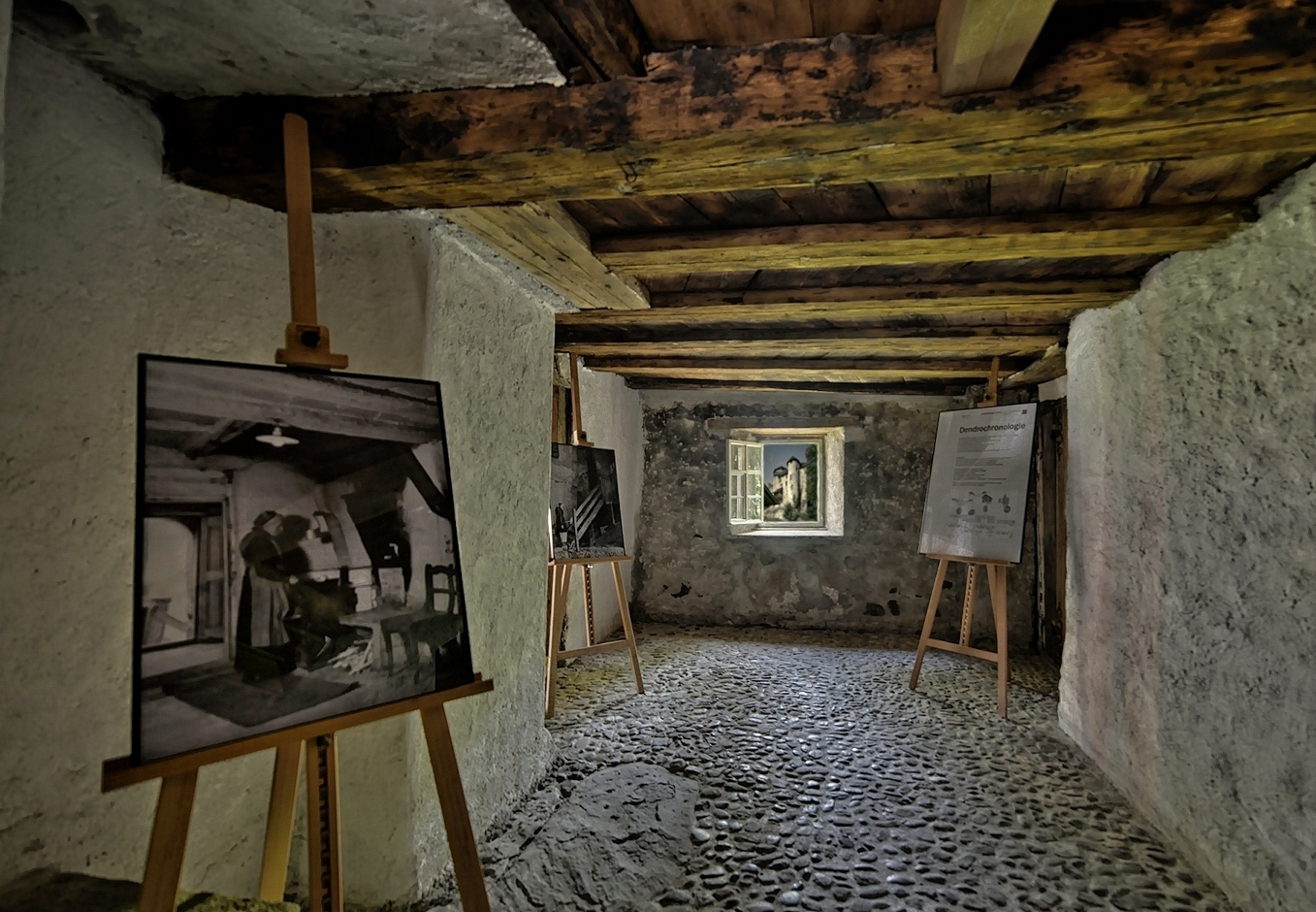
Innenraum des Schlossguggerhauses anlässlich des Tags des Denkmals 2014

Das Schlossguggerhaus ist das älteste erhaltene Bauwerk der österreichischen Stadt Dornbirn, ein Gebäude aus dem Hochmittelalter. Es ist in Ständerbauweise errichtet und mit dem dendrochronologisch abgesicherten Baudatum um das Jahr 1294 eines der ältesten Bauwerke dieser Bauart in Österreich. Es gilt als herausragendes Beispiel anonymen ländlichen Bauens.

## Geschichte
Im 13. Jahrhundert in unmittelbarer Nähe zum heute nur noch in Mauerresten erhaltenen Oberdorfer Turm errichtet, befindet sich das Schlossguggerhaus an der Sebastianstraße 24 im Dornbirner Stadtteil Oberdorf. Das Gebäude ist hier zum Zanzenberg hin gebaut und liegt direkt an der Einmündung der Sebastianstraße in die Bergstraße. Einstmals bildete die heutige Umgebung der Oberdorfer Pfarrkirche St. Sebastian sowie einiger weiterer mittelalterlicher Gebäude den Standort des Oberdorfer Turms. Im Jahr 1970 wurden die Grundmauern des Oberdorfer Turms, die in unmittelbarem Zusammenhang mit dem Schlossguggerhaus stehen dürften, ausgegraben. Beim noch gut erhaltenen Schlossguggerhaus wurden im Jahr 2010 dendrochronologische Untersuchungen durchgeführt, nach denen die ursprüngliche Schätzung der Bauzeit im 15. Jahrhundert auf das 13. Jahrhundert umdatiert werden musste. Das gesamte Gebäude steht seit 1967 unter Denkmalschutz (Listeneintrag).
Sagen aus Dornbirn erzählen davon, dass der Name Schlossguggerhaus daher stammt, dass das Haus einstmals als Behausung des Schlossaufsehers gedient haben könnte. Eine andere Sage erzählt davon, dass einst ein unterirdischer Gang vom Schlossguggerhaus zum Oberdorfer Turm geführt haben soll, in welchem während der Franzosenkriege die wohlhabenden Familien Luger, Diem und Huber ihren Schmuck versteckt haben sollen. Der Sage nach wurde dieser aber dennoch von den Franzosen gefunden und konfisziert.

## Architektur
Im Kern besteht das Schlossguggerhaus aus einer spätromanischen Bohlenständerkonstruktion mit liegenden Balken. War das Bauwerk ursprünglich rein aus Holz gebaut, wurde das Haus im Laufe der Zeit auf Grund der sich wandelnden Arbeitsweisen stufenweise zu einem „Holz-Stein-Mischbau“.